# Monte Cremasco
Monte Cremasco är en ort och kommun i provinsen Cremona i regionen Lombardiet i Italien. Kommunen hade 2 290 invånare (2018).